# Песнь о Гайавате
«Песнь о Гайавате» (англ. The Song of Hiawatha) — классический памятник американской литературы, эпическая поэма Генри Уодсворта Лонгфелло, основанная на легендах индейцев народа оджибве. Впервые издана в США в ноябре 1855 года.

## История
Хотя в качестве имени главного героя автор выбрал имя легендарного вождя индейцев, этот образ является собирательным: по словам Лонгфелло, поэма основана на легендах «о человеке чудесного происхождения», посланном к людям для того, чтобы «расчистить их реки, леса и рыболовные места и научить народы мирным искусствам».
Лонгфелло называл в качестве источника своей поэмы работы этнографа Генри Роу Скулкрафта (англ. Henry Rowe Schoolcraft), в частности, книги «Алгские исследования» (англ. Algic Researches) и «История, условия жизни и перспективы индейских племён США» (англ. History, Condition and Prospects of the Indian Tribes of the United States).
Поэма была издана в США в ноябре 1855 года и сразу принята широким кругом читателей. С тех пор она многократно переиздавалась (за полгода после своего первого издания книга была переиздана 30 раз и переведена почти на все европейские языки).

## Сюжет
Действие поэмы происходит «в стране оджибвуэев, на южном берегу Гитчи-Гюми, Верхнего Озера, между Живописными Скалами и Великими Песками». Поэма начинается с рождения Гайаваты и заканчивается его уходом в царство мёртвых вскоре после прибытия белых колонизаторов.
Гитчи Манито, «Владыка Жизни», закуривает Трубку мира и созывает все индейские племена, обращаясь к ним с призывом закончить войны друг с другом и жить в мире, ожидая того дня, когда к ним явится Пророк, который укажет им «путь к спасенью».

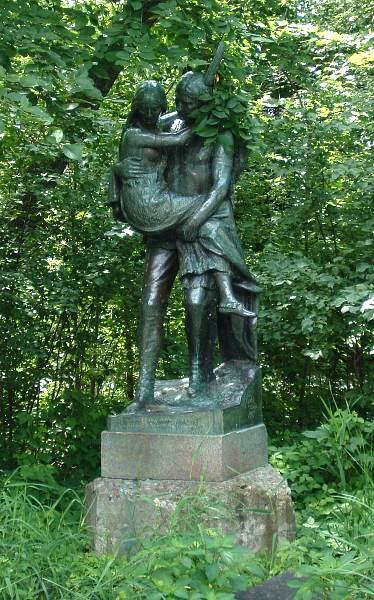
Статуя Гайаваты, несущего Миннегагу в Парке Миннегаги Миннеаполис, Миннесота

Бабушкой Гайаваты была «дочь ночных светил» Нокомис, упавшая с Луны на Землю. Её дочь Венона родила сына Гайавату от Мэджекивиса, западного ветра, однако сама вскоре умерла, потому что Мэджекивис оставил её. Гайавата вырос, став смелым и ловким охотником. Он решил отомстить своему жестокому отцу, однако бессмертный Мэджекивис, увидев силу сына, призвал его вернуться к своему народу. Во время поста Гайавата знакомится с «другом людей» Мондамином и одолевает его, так что впоследствии Мондамин (маис) даёт людям свои плоды. Гайавата строит пирогу и покоряет «царя всех рыб» Мише-Наму (осетра). Он сражается со злым волшебником Мэджисогвоном и убивает его.
Гайавата влюбляется в Миннегагу, дочь мастера, изготовляющего наконечники для стрел, из племени дакота. Хотя Нокомис отговаривает его от брака с «чужеземкой», он сватается к Миннегаге и получает её согласие. Гайавата справляет свадьбу, на которой По-Пок-Кивис исполняет танец, Чайбайабос поёт, а Ягу рассказывает легенду о волшебнике Оссэо, сошедшего с Вечерней Звезды, и его возлюбленной, красавицы Овини. Миннегага благословляет поля, обходя их обнажённой, а Гайавата побеждает царя-ворона Кагаги, оставляя его у себя пленником. Затем Гайавата изобретает письмена для индейцев, чтобы они могли хранить свою историю и передавать сообщения на расстоянии.
Друг Гайаваты Чайбайабос погибает из-за происков Духов, которые позавидовали этой дружбе. По-Пок-Кивис знакомит индейцев с игрой в кости, выигрывая у них много разного имущества, а затем восстаёт против Гайаваты, убивая Кагаги и разоряя вигвам Гайаваты. Он убегает от Гайаваты, превращаясь в разных животных (бобра, казарку), но затем Гайавата настигает его, обрекая парить в небе в виде Боевого Орла. «Злобные пигмеи» Пок-Уэждис подкарауливают могучего богатыря Квазинда, и он тонет в реке.
Однажды во время суровой зимы в вигвам Гайаваты приходят две женщины, привидения из Понима, царства мёртвых, и рассказывают Гайавате, как следует провожать туда умерших. Из-за голода, наступившего зимой, умирает Миннегага, и Гайавата четыре дня жжёт костёр над её могилой, как говорили ему привидения. Но снова приходит весна, из путешествия возвращается Ягу, который рассказывает о большом безбрежном озере с солёной водой и об огромной пироге, на которой в их страну приплыли белые чужеземцы. Ему не верят, но Гайавата говорит, что ему было такое же видение и что чужеземцев надо встретить с почестями. Когда прибывшие европейцы приходят к Гайавате, он предоставляет им свой вигвам. Европейский миссионер рассказывает индейцам о деве Марии и Христе. Гайавата, наказав племени слушать наставления гостей, который Владыка Жизни «прислал из царства света», сам уплывает по Гитчи-Гюми в сторону заката, отправляясь в страну Понима.

## Значение
Немецкий поэт Фердинанд Фрейлиграт, сделавший перевод поэмы на немецкий язык, в предисловии к переводу написал о том, что Лонгфелло «открыл американцам Америку в поэзии» и «первый создал чисто американскую поэму». Сам Лонгфелло назвал свою поэму «индейской Эддой».

## Поэма Лонгфелло в России

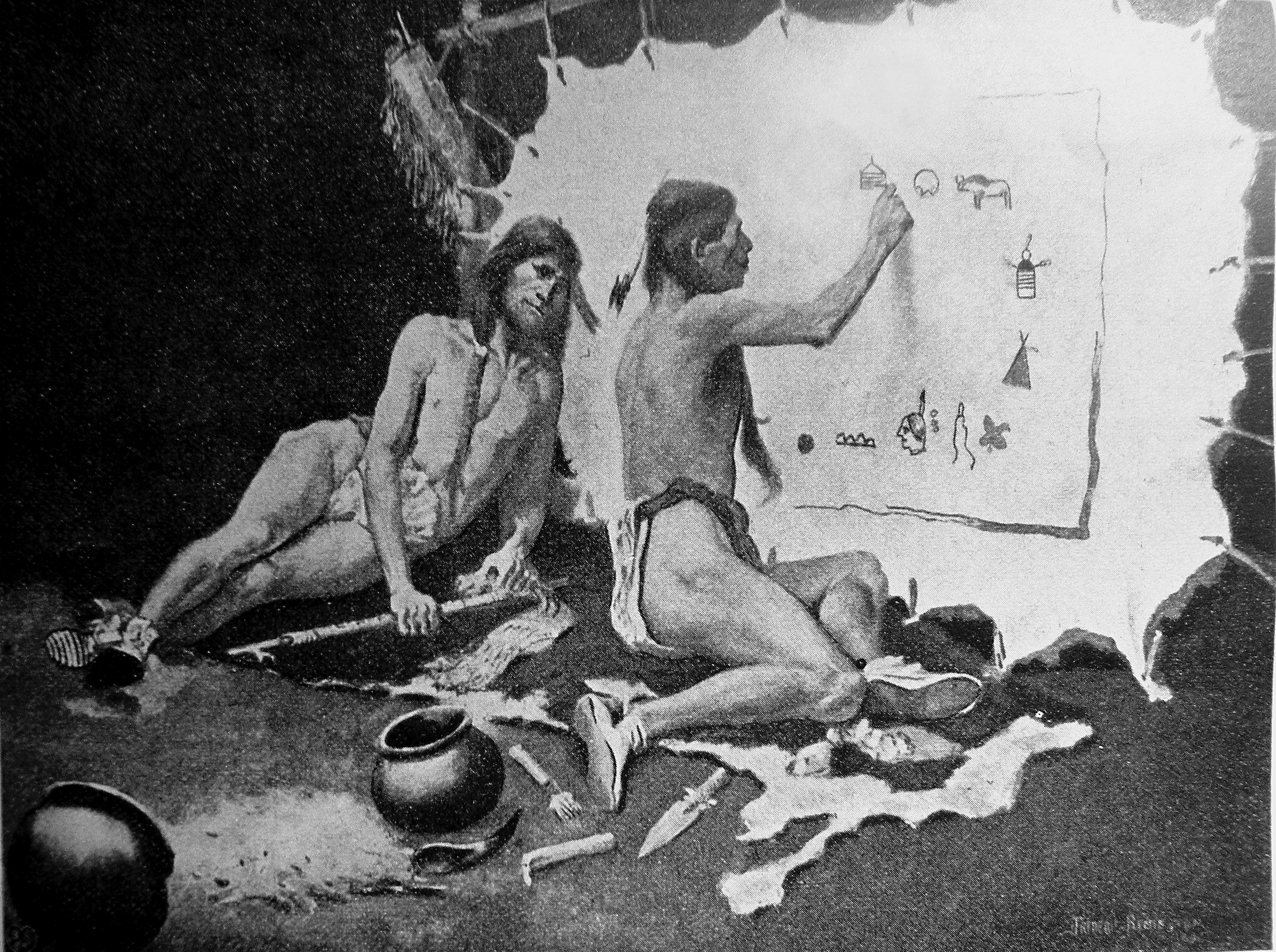
Ремингтон: Гайавата создаёт азбуку

Русский поэт Д. Л. Михайловский опубликовал перевод нескольких глав поэмы на русский язык в журнале «Отечественные записки» (1868, № 5-6; 10-11; 1869, № 6).
Впервые полностью перевёл «Песнь о Гайавате» И. А. Бунин, за что (вместе с книгой «Листопад») в 1903 году получил Пушкинскую премию. Его перевод до сих пор считается непревзойдённым. Впервые поэма в его переводе была напечатана в газете «Орловский Вестник» в 1896 году. В конце того же года типография газеты издала «Песнь о Гайавате» отдельной книгой.
Издание поэмы с полным набором иллюстраций американского художника Ремингтона вышло в Санкт-Петербурге в 1903 году.

## В музыке
Между 1898 и 1900 гг. английский композитор Сэмюэл Кольридж-Тейлор создал трилогию кантат «Песнь о Гайавате» (англ. Scenes from The Song of Hiawatha by Henry Wadsworth Longfellow).

## Экранизации

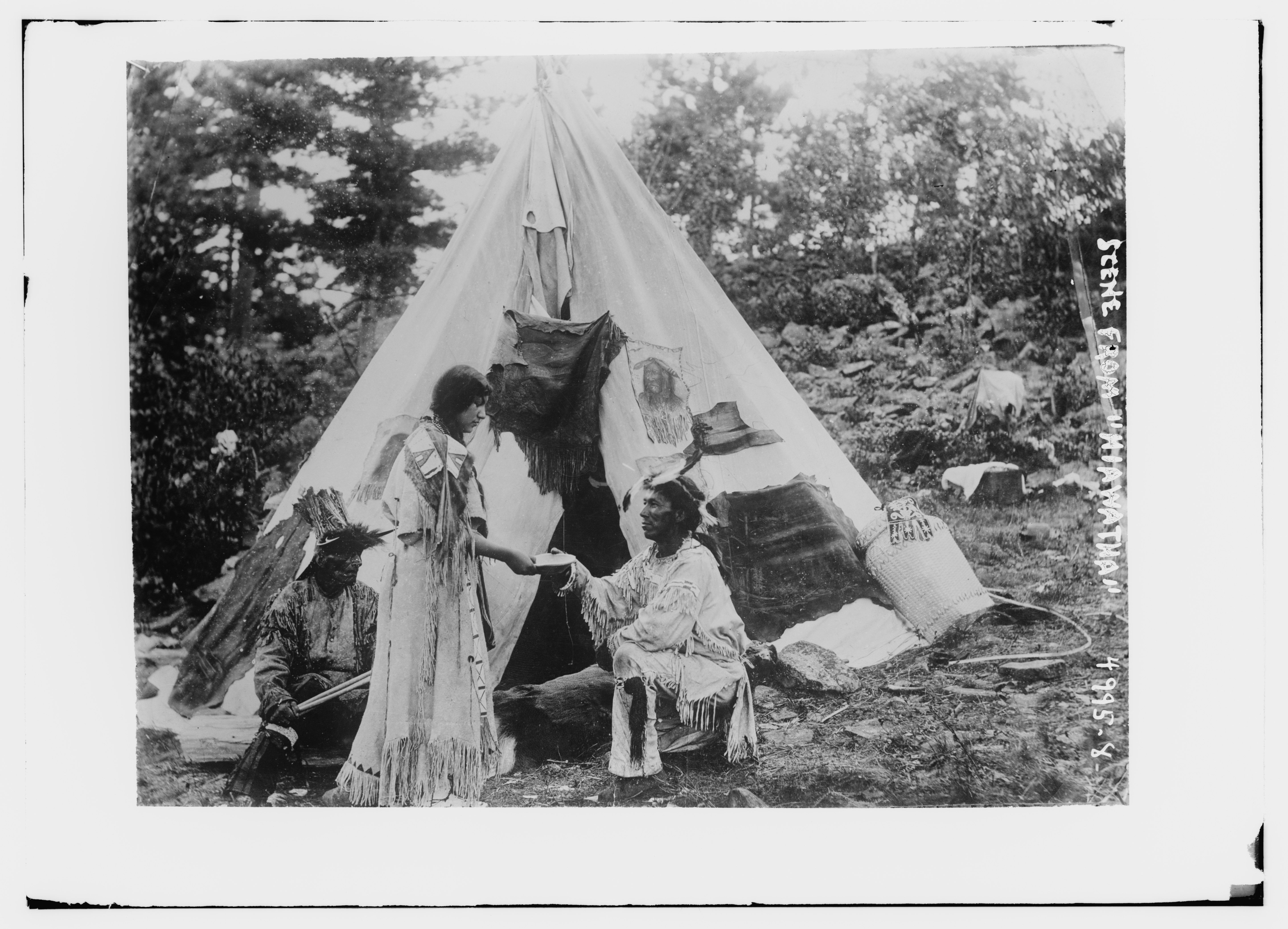
Кадр из фильма 1913 года

По мотивам поэмы Лонгфелло снято несколько художественных и анимационных фильмов:
- «Гайавата» (англ. Hiawatha) — американский чёрно-белый немой фильм 1913 года
- «Маленький Гайавата» (англ. Little Hiawatha) — серия американского анимационного сериала Silly Symphonies, выпущенная в 1937 году
- «Гайавата» (англ. Hiawatha) — американский цветной художественный фильм 1952 года, в котором главную роль сыграл Винс Эдвардс
- «Гайавата» (англ. Hiawatha) — австралийский мультфильм 1988 года длительностью 50 минут
- «Песнь о Гайавате» (англ. The Song of Hiawatha) — цветной художественный фильм 1997 года (США/Канада)